# Медаль «За отличие на службе в органах прокуратуры»
Медаль «За отличие на службе в органах прокуратуры»(азерб. "Prokurorluq orqanlarında qulluqda fərqlənməyə görə" medalı) — государственная награда Азербайджанской Республики. Медаль учреждена по Указу Президента Азербайджана Ильхама Алиева от 5 ноября 2022.

## История и положения
Медаль «За отличие в службе в органах прокуратуры» была учреждена Законом Азербайджанской Республики от 5 ноября 2022 года № 623-VIQD.
Медаль присуждается сотрудникам прокуратурных органов за:
- Особые достижения и эффективную деятельность в службе в органах прокуратуры;
- Выдающиеся результаты в выполнении служебных обязанностей и достижения в служебной деятельности;
- Особые заслуги в развитии прокурорских органов.

## Описание
Медаль «За отличие в службе в органах прокуратуры» Азербайджанской Республики выполнена из бронзы и покрыта золотым напылением. Диаметр медали составляет 36 мм, и она имеет восьмиконечную звездообразную форму с эмблемой на лицевой стороне.
На лицевой стороне в центре размещён круглая пластина с внутренним и внешним контурами. Между внешним и внутренним контурами вырезана восьмиконечная звезда диаметром 2 мм. Начиная слева от звезды, вдоль стержня, выведено слово «Prokurorluq orqanlarında qulluqda fərqlənməyə görə». В центре внутреннего круга вырезана официальная эмблема прокуратуры Азербайджана, по бокам которой изображены венки из лавровых ветвей. Между верхними частями венков в центре вырезана восьмиконечная звезда диаметром 3 мм. Надписи и изображения выполнены в рельефе.
Обратная сторона медали имеет гладкое покрытие и на центральном золотистом фоне выведена надпись «Azərbaycan Respublikasının Prokurorluğu» (Прокуратура Республики Азербайджан). В нижней части обратной стороны указаны серия и номер медали.
Для крепления медали к одежде предусмотрено золотистое металлическое кольцо, закрепленное сверху и снизу на 40 мм x 5,5 мм широком прямоугольном гладком листе.

## Способ ношения
Медаль «За отличие в службе в органах прокуратуры» размещается на левой стороне груди и следует за другими орденами и медалями Азербайджанской Республики после медали «100-летие Азербайджанской прокуратуры (1918—2018)».
Прокурорские работники награждаются медалью «За отличие в службе в органах прокуратуры» в соответствии с Конституцией Азербайджанской Республики Президентом Азербайджанской Республики.